# Cryptocentrum escobarii
Cryptocentrum escobarii là một loài thực vật có hoa trong họ Lan. Loài này được Carnevali mô tả khoa học đầu tiên năm 2001.